# Milano-Torino 1937
La Milano-Torino 1937, venticinquesima edizione della corsa, si svolse il 7 marzo 1937 su un percorso di 254 km con partenza a Milano e arrivo a Torino. Fu vinta dall'italiano Giuseppe Martano, che completò il percorso in 7h20'30" precedendo per distacco i connazionali Cesare Del Cancia e Augusto Introzzi. Parteciparono alla prova, organizzata dalla torinese S.C. Paracchi, 90 ciclisti delle categorie professionisti e indipendenti.

## Percorso
Partita da Milano, la corsa attraversò tra le altre Rho, Legnano, Castellanza, Gallarate (km 35,2), Sesto Calende (km 52), Borgomanero, Romagnano Sesia (km 83,8), Gattinara, Biella (km 116) e Mongrando. Superato il passo della Serra di Ivrea, proseguì con transito da Ivrea (km 145,6), Candia Canavese (km 150) e Chivasso (km 177); da qui, sulle colline del Po, si affrontarono le principali asperità della gara: le tre brevi salite verso Brozolo (km 195), Tuffo e Cocconato, e l'ascesa da Moriondo Torinese alla Rezza. Al termine dell'ultima discesa si giunse, via San Mauro Torinese, al traguardo del Motovelodromo di Corso Casale.

## Ordine d'arrivo (Top 10)
| Pos. | Corridore         | Squadra            | Tempo    |
| ---- | ----------------- | ------------------ | -------- |
| 1    | Giuseppe Martano  | S.S. Italia Tolone | 7h20'30" |
| 2    | Cesare Del Cancia | Ganna              | a 4'10"  |
| 3    | Augusto Introzzi  | Ganna              | a 4'16"  |
| 4    | Orlando Teani     | Bianchi            | a 5'01"  |
| 5    | Diego Marabelli   | Bianchi            | a 6'01"  |
| 6    | Tolmino Gios      | S.C. Vigor Torino  | a 8'23"  |
| 7    | Aldo Bini         | Bianchi            | a 8'30"  |
| 8    | Glauco Servadei   | Ganna              | s.t.     |
| 9    | Ambrogio Morelli  | S.S. Italia Tolone | s.t.     |
| 10   | Bernardo Rogora   | Gloria             | s.t.     |